# Спорт-арена
«Спорт-арена» — українська україномовна та російськомовна спортивна газета та сайт. Заснована в 2000 рік у Донецьку як газета, що виходить двічі на тиждень. Редакційна політика видання спрямована, в першу чергу, на висвітлення футболу. Також у газеті висвілюються події та новини баскетбола, міні-футбола, волейболу, гандбола, хокею, легкої атлетики, теніса та інших видів спорту. Газета поширюється передовсім на  території наступних регіонів: Донецькій, Дніпропетровській, Запорізькій, Кіровоградській, Луганській, Одеській, Сумській, Харківській, Херсонській, Чернігівській областях та в Автономній Республіці Крим в доокупаційний період. Газета виходить щоп'ятниці, на початок Широкомасштабного вторгнення тираж видання становив 15 тисяч екземплярів, станом на 2024 рік газета виходить накладом 4,5 тисяч примірників.

## Історія
Перший номер «Спорт-арени» вийшов 3 березня 2000-го року на восьми сторінках у чорно-білому виконанні. За 18 місяців газета стала кольоровою. З січня 2003-го газета стала виходити на 12 шпальтах. З часу виходу першого номера газети становив 5 000 примірників, який поступово збільшився до нинішнього — 13 479. Спочатку газета була обласною, поширюючись тільки в Донецькій області, наразі газета набула статусу всеукраїнської , виходячи майже у всіх найбільших містах України. 10 листопада 2009 ріка у випуск вийшов 1000-й номер «Спорт-арени».

## Нагороди
- Почесна грамота ФФУ «За великий внесок у розвиток вітчизняного футболу»
- Дипломом переможця V Всеукраїнського конкурсу «Україна олімпійська» у номінації «Найкраща газета 2005 року»

## Контактна інформація
- Донецьк, Київський проспект, 48 (6 поверх)
- Тел./Факс: (062) 385-62-89
- E-mail: sport@donbass.dn.ua